# Smodna
Smodna (ukr. Смодна) – wieś na Ukrainie, w obwodzie iwanofrankiwskim, w rejonie kosowskim.